# باله مارینسکی
باله مارینسکی (به روسی: Балетная труппа Мариинского театра) معروف به باله کیروف از معروف‌ترین مراکز آموزش باله کلاسیک جهان است و در سن پترزبورگ قرار دارد.
این مدرسه که در ۱۷۴۰ تأسیس گشت، در زمان‌های گذشته مشهور به باله امپراتوری روسیه بود.
این مدرسه در واشینگتن دی.سی. یک شعبه غیررسمی دارد.
فیلم مستند Ballerina ساختهٔ برتراند نرماند (سال ۲۰۰۹) به تفصیل به زندگی و آموزش بالرین‌های این آکادمی می‌پردازد.